# Vene suprarenale
Venele suprarenale sunt două la număr: 
- vena suprarenală dreaptă, care se  termină în vena cava inferioară .
- vena suprarenală stângă, care se termină în vena renală stângă sau în vena prefrenică inferioară.

Acestea primesc sângele din glandele suprarenale și uneori pot forma anastomoze cu venele frenice inferioare . 

## Imagini suplimentare

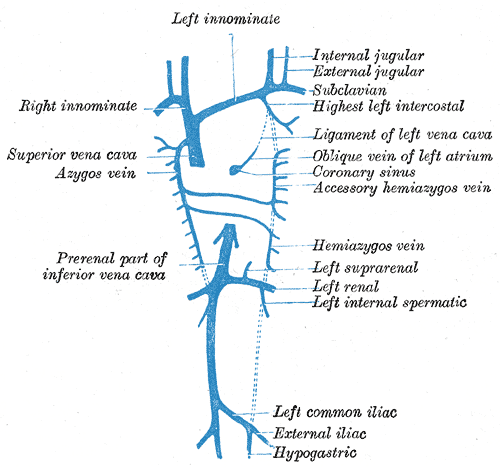
Diagrama care arată finalizarea dezvoltării venelor parietale.
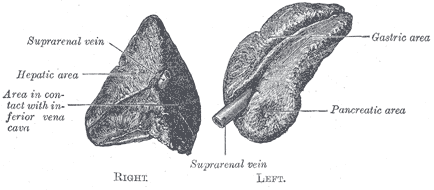
Glandele suprarenale privite din față.
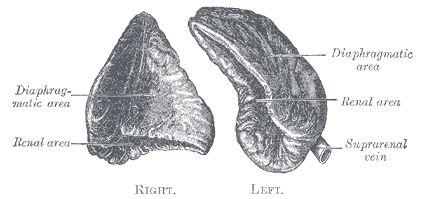
Glandele suprarenale privite din spate.